# Доног Маккарти, 1-й граф Кланкарти
Сэр Доног Маккарти, 1-й граф Кланкарти (англ. Donough MacCarty, 1st Earl of Clancarty; 1594 — 5 августа 1665) — ирландский аристократ, военачальник и лидер Ирландской конфедерации. Был известен как виконт Маскерри с 1641 по 1658 год. Он возглавлял армию ирландских конфедератов в Манстере в течение большей части Ирландских конфедеративных войн и Кромвелевского завоевания Ирландии. Входил в состав умеренной фракции конфедератов, которая хотела сотрудничать с роялистами против Английской республики и ковенантов. Сопротивлялся до 1652 года, сдавшись одним из последних. В 1658 году, находясь в изгнании, Карл II Стюарт пожаловал ему титул 1-го графа Кланкарти. После Реставрации Стюартов в 1660 году Доног Маккарти вернул себе свои земли.

## Рождение и происхождение
Доног родился в 1594 году, вероятно, в замке Бларни, резиденции его родителей. Второй, но старший из оставшихся в живых сыновей Чарльза (или Кормака) Маккарти (? — 1640/1641) и его первой жены Маргарет О’Брайен. Его отец носил титул 1-го виконта Маскерри. Его семья Маккарти из Маскерри, известная гэльская ирландская семья, которая происходила от короли Десмонда . Мать Донога была старшей дочерью Донога О’Брайена, 4-го графа Томонда (? — 1624), прозванный Великим графом. Маргарет была представительницей важной гэльской ирландской династии о’Брайен. Оба его родителя были католиками. Они поженились около 1590 года.

## Ранняя жизнь, брак и дети
Король Англии Карл I Стюарт дал понять в 1626 году, что он готов одарить ирландских католиков «милостью» за финансовые пожертвования. В основе милостей лежала защита прав на землю и религиозной свободы. Милость была согласована между королем и делегацией ирландских дворян в Уайтхолле. Они были провозглашены и должны были быть ратифицированы ирландским парламентом. Был внесен первый взнос, но созыв парламента был отложен.
15 ноября 1628 года его отец, Чарльз Маккарти, был назначен бароном Бларни и виконтом Маскерри. После этого Доног стал очевидным наследником своего отца, за исключением его старшего брата, который, кажется, был жив в то время, но был серьезно болен. Дополнительный титул, барон Бларни, безусловно, подразумевался как титул для Донога Маккарти, но, кажется, его никогда не называли бароном Бларни.
Доног Маккарти женился на Элеонор Батлер (1612—1682), старшей дочери Томаса Батлера, виконта Терлса (до 1596—1619), за некоторое время до 1633 года, так как его старший сын родился в 1633 или 1634 году. Джеймс Батлер в то время, вероятно, еще виконт Терлс, поскольку он стал 12-м графом Ормондом 24 февраля 1633 года. Элеонор была католичкой, но её брат Джеймс, наследник графа Ормонда, был протестантом, так как вырос в Англии в качестве королевской опеки под наблюдением Джорджа Эббота, архиепископа Кентерберийского.
У Донога и Элеоноры было пятеро детей, трое сыновей и две дочери:
- Кормак Маккарти, позже известный как Чарльз (1633/1634 — 3 июня 1665), был убит в битве при Лоустофте[14].
- Каллаган Маккарти (ок. 1638 — 21 ноября 1676), 3-й граф Кланкарти (1666—1676)[20]
- Джастин Маккарти (ок. 1643 — 1 июля 1694), сражался за якобитов и носил титул виконта Маунткашеля [21][22][23].
- Хелен Маккарти (ок. 1641 — 15 февраля 1722), 1-й муж — Джон Фицджеральд из Дроманы (? — 1662), 2-й муж — Уильям Берк, 7-й граф Кланрикард (? — 1687)[24]
- Маргарет Маккарти (? — 1703), муж — Люк Планкет, 3-й граф Фингал (? — ок. 1684)[25].

## Награды и парламенты

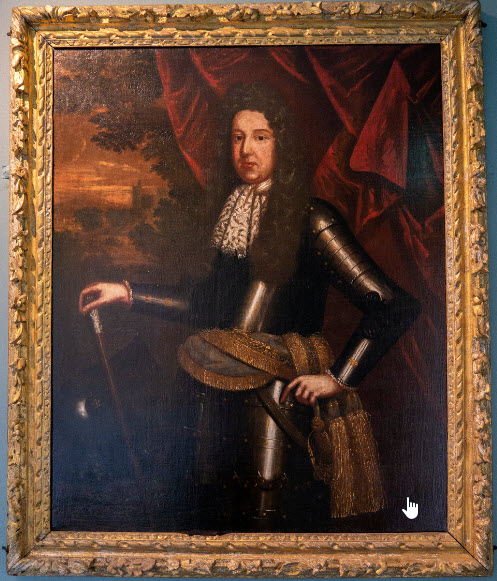
Доног Маккарти, 1-й граф Кланкарти (1594—1665)

Доног был пожалован в рыцари и поэтому был известен как сэр Доног Маккарти. Это должно было произойти до 1634 года, потому что в парламентских отчетах за тот год он назван рыцарем.
Сэр Доног Маккарти, которому уже перевалило за сорок, заседал в Ирландской палате общин 1634 года. 3 июня 1634 года Доног Маккарти был избран одним из двух депутатов от графства Корк в Палату общин Ирландии. Парламент был открыт со всей помпой 14 июля 1634 года Томасом Уэнтуортом, новым лородом-наместником Ирландии, который вступил в должность в июле 1633 года. В парламенте было протестантское большинство из-за создания королем Яковом I многих карманных городков в руках протестантов. Шесть субсидий королю в размере 50 000 фунтов стерлингов были одобрены единогласно в духе патриотизма и лояльности, подтвержденных речью Томаса Уэнтуорта. Следовательно, сэр Доног, должно быть, голосовал за них. После этого было проведено голосование за легитимацию. Однако невыход на работу среди протестантских депутатов привел к тому, что некоторые законы были отклонены католиками. Сэр Доног Маккарти, как католик, вероятно, помог им проголосовать против. Отсутствующие протестантские депутаты были отозваны, и законы были приняты. Парламент был распущен 18 апреля 1635 года.
Около 1638 года Маккарти купили баронетство Новой Шотландии для сэра Донога. Его семья заплатила королю 3000 мерк шотландцев, немного больше 167 фунтов стерлингов за эту честь.
В 1640 году сэр Доног Маккарти снова заседал в Ирландской палате общин. Он был переизбран 2 марта 1640 года от графства Корк. В парламентских записях он указан как рыцарь, а не как баронет, которым он был, вероятно, потому, что его баронетство не было ирландским. Парламент собрался 16 марта 1640 года. Он единогласно проголосовал за четыре субсидии в размере 45 000 фунтов стерлингов королю для ирландской армии численностью 9 000 человек, которая должна была использоваться в Шотландии во Второй епископской войне, которая надвигалась. Сэр Доног, опять же, должен был проголосовать за эти субсидии. 31 марта 1640 года парламент был закрыт до первой недели июня. Лорд-наместник Томас Уэнтуорт отправился в Англию ко двору короля. Кристофер Уондсфорд, лорд-заместитель во время отсутствия Томаса Уэнтворта, открыл вторую сессию 1 июня 1640 года. После двух недель безрезультатных дискуссий Уондсфорд с 17 июня до 1 октября приостановил работу парламента. В октябре парламент снова собрался и проголосовал за протест (или жалобу) против графа Страффорда, после чего он снова был перенесен Уондсфордом 12 ноября, чтобы избежать худшего. Протест продвигался Джоном Клотуорти и новоанглийскими поселенцами в Ирландии, но он также был поддержан или, по крайней мере, терпимым католиками. Во время этого парламента Доног Маскерри был членом комитета, который подал жалобу королю Карлу Стюарту. Неясно, были ли эти жалобы одним и тем же протестом или иным ходатайством.
Его больной старший брат в конце концов умер, и Доног унаследовал титул 2-го виконта Маскерри после смерти отца. Английский генеалог Джордж Кокейн утверждал, что 1-й виконт Маскерри умер 20 февраля 1640 года в Лондоне. Историк Джейн Олмейер также утверждал, что 1-й виконт умер в 1640 году. Однако это, должно быть, неправильно, поскольку Доног стал депутатом в Ирландской Палате общин в марте 1640 года. Его отец, должно быть, умер в феврале 1641 года, что означало бы, что сэр Доног Маккарти был переизбран депутатом парламента от графства Корк 2 марта 1640 года.
В записях Вестминстерского аббатства говорится, что 27 мая 1640 года здесь был похоронен ирландский виконт Масгроув. Джейн Олмейер также утверждает, что 1-й виконт умер в 1640 году. Однако выше указывалось, что сэр Доног Маккарти был переизбран депутатом парламента от графства Корк 2 марта 1640 года. Это было бы невозможно, если бы его отец умер 20 февраля 1640 года. Это возвышение заставило его потерять свое место в Ирландской Палате общин. Макграт решает эту трудность и избрал датой смерти 1-го виконта Маскерри 20 февраля 1641 года. Поскольку он был назначен графом Кланкарти только в 1657 году, Доного Маккарти был известен как лорд Маскерри во время событий Ирландского восстания 1641 года, Конфедеративных войн и Кромвелевского завоевания.
В 1640 году лорд Маскерри, каким он был сейчас, вместе с лордами Горманстоном, Диллоном и Килмаллоком был послан ирландскими пэрами-католиками Ирландской Палаты лордов к королю Англии Карлу I Стюарту, чтобы подать жалобу на графа Страффорда, лорда-депутата Ирландии.

## Ирландские войны

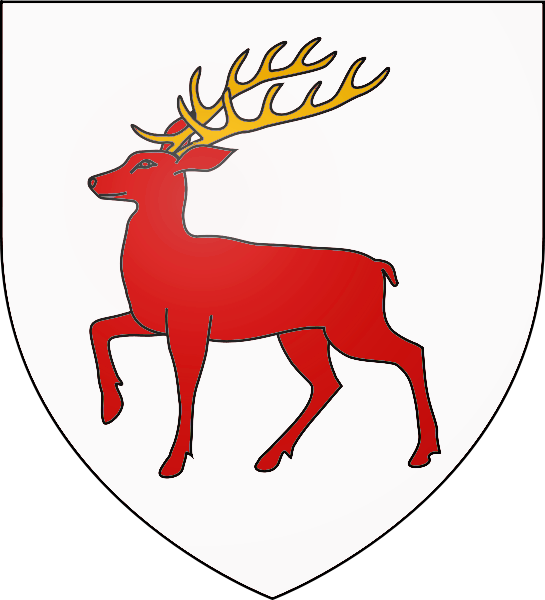
Герб династии Маккарти

Ирландия пережила 11 лет войны с 1641 по 1652 год, которые обычно разделяются на восстание 1641 года, Конфедеративные войны и Кромвелевское завоевание. Маскерри не участвовал в восстании, но сражался в двух других. Восстание было начато Фелимом О’Нилом из северной провинции Ольстер в октябре 1641 года. Первоначально лорд Маскерри собрал вооруженные силы из своих арендаторов и иждивенцев, чтобы попытаться поддерживать закон и порядок. Он и его жена также пытались спасти протестантов, преследуемых католиками. В феврале 1642 года он все еще был на стороне президента Манстера Уильяма Сент-Леджера вместе с Ричардом Бойлем, 1-м графом Корком, и Джеймсом Батлером, графом Ормондом против мятежников.
Однако в марте 1642 года (в Пепельную среду) лорд Маскерри присоединился к конфедератам, чтобы защитить католическую веру, и, как он думал, короля, отчасти это было вызвано зверствами, совершенными Сент-Леджером против ирландского католического населения. Лорд Маскерри и его отряды присоединились к армии Конфедерации Манстера под командованием Гаррета Барри. В начале апреля 1642 года он был изгнан со своей базы в Рочфордстауне близ Корка Мурроу О’Брайеном, 6-м бароном Инчикуином, преемником Сент-Леджера на посту президента Манстера. Позднее, в апреле, лорд Маскерри вместе с Теобальдом Перселлом, Ричардом Батлером и лордами Рошем, Икеррином и Данбойном безуспешно осадили Уильяма Сент-Леджера в Корке. С 18 мая по 23 июня лорд Маскерри сражался под началом Гаррета Барри в успешной осаде замка Лимерик. Он был тем, кто установил пушку на башне Собора Святой Марии, оттуда открывался вид на замок. Позднее в том же году, 3 сентября, он сражался при битве при Лискарролле, где Гаррет Барри потерпел поражение от лорда Инчикуина.
Гаррет Барри был дискредитирован поражением при Лискарроле, и лорд Маскерри принял командование армией Конфедерации в Манстере. Он командовал армией Мюнстера в битве при Клафли 4 июня 1643 года, где ирландская конница под командованием Джеймса Тачета, 3-го графа Каслхейвена, прикомандированная из армии Конфедерации Лейнстера, разгромила отряд войск лорда Инчикуина.

## Переговоры о прекращении огня и мире
Летом 1643 года Доног Маккарти был частью команды, которая вела переговоры с королем Англии Карлом I и его представителем в Ирландии, Джеймсом Батлером, маркизом Ормондом, обеспечить союз между ирландскими конфедератами и английскими роялистами в контексте Войны Трех Королевств. Маркиз Ормонд был шурином лорда Маскерри. В результате этих переговоров 15 сентября 1643 года было подписано соглашение об «Ормондском прекращении огня». Прекращение — это всего лишь временное перемирие, а заключение мира, положившего конец войне, казалось следующим логическим шагом. В 1644 году лорд Маскерри был в составе делегации Конфедерации, которая в апреле подала жалобу королю в Оксфорде и попыталась подготовить мирный договор, но безуспешно. Лорд Маскерри снова был вовлечен, когда в августе 1644 года концессия была продлена до декабря. В сентябре 1644 года лорд Маскерри вел переговоры для конфедератов с Болтоном, лордом-канцлером Ирландии. Но все, что было достигнуто, — это продление прекращения огня до 31 января 1645 года.
Король Карл I послал Эдварда Сомерсета, графа Гламоргана, английского католика, с секретной дипломатической миссией в обход Ормонда к ирландским конфедератам. Он вел переговоры о мире, включая большие уступки. Первый договор был подписан 25 августа 1645 года. Джованни Баттиста Рануччини, папский нунций, высадился в Кенмэре, графство Керри, 21 октября 1645 года. Он приехал в Килкенни и потребовал дальнейших уступок. Это привело ко второму Гламорганскому договору, подписанному в декабре 1645 года. Однако детали договора вскоре просочились в Вестминстерский парламент. Король был вынужден отказаться от договора. После этого лорд Маскерри без ведома папского нунция заключил с Джеймсом Батлером, маркизом Ормондом, мирный договор. «Ормондский мир» был подписан 28 марта 1646 года.
В 1646 году, примерно через месяц после победы армии конфедерации Ольстера 5 июня при Бенбёрне, лорд Маскерри с армией Конфедерации Манстера захватил у парламентариев замок Банратти близ Лимерика в середине июля 1646 года.
Верховный совет поручил командование Манстерской армией лорду Гламоргану, который пользовался благосклонностью папского нунция. Однако армия предпочла лорда Маскерри, который принял командование в июне. Маскерри симпатизировал роялистам и не любил более непримиримую клерикальную фракцию конфедератов, возглавляемую нунцием и Оуэном Роэ О’Нилом. В начале августа 1647 года лорд Маскерри подал в отставку с поста командующего армии Конфедерации Манстер, и Совет Супремы назначил Теобальда Таафа, 2-го виконта Тааффа, на его месте. Теобальд Таафф проиграл битву при Нокнанаусе 13 ноября 1647 года против английских и мюнстерских протестантских войск под командованием лорда Инчикуина. Лорд Маскерри послал своего старшего сына Кормака (или Чарльза) во главе полка во Францию.
В конце 1647 года Верховный Совет принял решение пригласить наследного принца Карла Стюарта в Ирландию, и лорд Маскерри был послан с этой миссией на континент.
В 1649 году, вскоре после казни короля Карла I и провозглашения Содружества Англии конфедераты в конце концов одобрили договор с Карлом I и английскими роялистами. Однако в 1649 году в Ирландию вторгся парламентская армия новой модели под командованием Оливера Кромвеля, который преследовал цель отомстить за восстание 1641 года, конфисковать достаточно земли, принадлежащей ирландским католикам, чтобы расплатиться с некоторыми кредиторами парламента, и ликвидировать опасный аванпост роялизма.
Лорд Маскерри сражался последние три года этой кампании на своих собственных землях в западном Корке и Керри, откуда он собрал войска из своих арендаторов и партизанских отрядов, известных как «тори». Он попытался облегчить осаду Лимерика в 1651 году, но был перехвачен и разбит 26 июля 1651 года генералом Роджером Бойлом, лордом Брохиллом, позже 1-м графом Орри, в Битва при Нокнаклаши, рядом Бантиром, к востоку от Килларни, и никогда не приближался к Лимерику, который сдался 27 октября. Нокнаклаши был последним крупным сражением в этой войне. Лимерик пал 27 октября 1651 года. Осада Голуэя успешно завершилась 12 мая 1652 года. Это означало фактический конец сопротивления Ирландской конфедерации вторжению Кромвеля.
Лорд Маскерри отступил в горы Керри. 27 июня 1652 года он сдался Эдмунду Ладлоу, сдав свой последний оплот замок Росс близ Килларни и распустив свою армию численностью 5 000 человек. Один из его сыновей был с ним в замке Росс и был отдан Ладлоу в качестве заложника, чтобы гарантировать соблюдение условий его отцом. Этот сын, должно быть, был Каллаган, его второй сын, так как его старший, Кормак, был далеко во Франции, а Джастину было всего около девяти лет и, вероятно, он находился с матерью во Франции.
Доногу Маккарти разрешили отплыть в Испанию. Он потерял свои поместья после принятия Акта о поселении 1652 года. Его имя заняло восьмое место в списке из более чем 100 человек, которые были исключены из помилования. Он обнаружил, что ему не рады в Испании, потому что он выступал против Джованни Баттисты Ринуччини, папского нунция. Поэтому в 1653 году он вернулся в Ирландию, где предстал перед судом в Дублине, будучи обвиненным в причастности к убийству английских поселенцев в 1641 году во время их эвакуации из его дома в Макруме в графстве Корк. Однако было установлено, что он пытался защитить их, и его оправдали.

## Изгнание
После его оправдания лорду Маскерри снова разрешили отправиться в Испанию, но, по-видимому, он выехал во Францию, куда его семья переехала незадолго до захвата замка Росс. Его жена жила со своей сестрой Мэри Батлер, леди Гамильтон, в монастыре фельянтинцев в Париже, а его дочь Элен была отправлена в пансион цистерцианских монахинь в порт-Руаяль-де-Шам, близ Версаля, вместе со своей кузиной Элизабет Гамильтон. В 1657 году Карл II Стюарт отправил лорда Маскерри вместе с сэром Джорджем Гамильтоном в Мадрид с безрезультатной дипломатической миссией. Карл II, находившийся в изгнании в Брюсселе в 1658 году, наградил его титулом 1-го графа Кланкарти.

## Поздняя жизнь и смерть
Во время реставрации Стюартов граф Кланкарти, каким он был сейчас, и его семья вернулись на Британские острова. В конце концов он вернул себе все свои поместья в соответствии с Актом о поселении 1662 года.
В 1665 году его сын Чарльз, лорд Маскерри (1633/1634 — 1665), был убит в битве при Лоустофте, морском столкновении с голландцами во время Второй англо-голландской войны (1665—1667). У Чарльза остался маленький сын Чарльз (1663—1666), который стал наиболее вероятным наследником своего деда.
Доног Маккарти, 1-й граф Кланкарти, скончался в Лондоне 4 августа 1665 года. Ему наследовал его внук Чарльз Маккарти в качестве 2-го графа Кланкарти, но он умер 22 сентября 1666 года . Затем титулы и владения рода Маккарти перешли ко второму сыну Донога Каллагану Маккарти (1638—1676), который стал 3-м графом Кланкарти.